# Varna (oblast)
Varna (Bulgaars: Област Варна) is een oblast in het noordoosten van Bulgarije, aan de Zwarte Zee. De hoofdstad is het gelijknamige Varna en de oblast telde in 2021 ruim 430.000 inwoners. De oblast bestaat uit de volgende postcodegebieden: 9000 (Varna (stad)) t/m 9299.

## Geografie
Het district Varna ligt in het oostelijke deel van de Donaudelta en heeft een oppervlakte van ongeveer 3.800 km² - ongeveer 3,44% van het Bulgaars grondgebied. Het omvat delen van Zuidelijke Dobroedzja, de meest oostelijke delen van de Predbalkan en het Balkangebergte. Het grenst in het noorden aan het district Dobritsj, in het zuiden aan Boergas, in het oosten aan de Zwarte Zee en in het westen aan Sjoemen. Ongeveer 60,0% van het grondgebied bestaat uit landbouwgrond, 28% uit bebossing, 7% uit stedelijke gebieden, 2,3% uit wegen en havens, 1,9% uit watergebieden en 0,9% uit mijnbouwgrond. 

## Bevolking
In de achttiende Bulgaarse volkstelling, uitgevoerd op 7 september 2021, registreerde oblast Varna 432.198 inwoners. Dit waren 42.876 mensen (-9,03%) minder dan 475.074 inwoners bij de census van 1 februari 2011. De gemiddelde jaarlijkse groei in die periode komt daarmee uit op -0,89%, hetgeen hoger is dan het landelijk jaarlijks gemiddelde over deze periode (-1,14%). Alle 12 gemeenten volgden in de periode 2011-2021 de nationale trend van leegloop, ontgroening en vergrijzing. De grootste krimpgebieden in 2011-2021 waren de gemeenten Valtsji Dol (-24,3%) en Provadia (-20,6%), terwijl Avren (-3,2%) en Aksakovo (-4,5%) het minst krompen. In 2021 woonde bijna driekwart van de bevolking van de oblast in de gemeente Varna, bestaande uit de gelijknamige stad en vijf dorpen. In de overige 11 gemeenten woonden de resterende 112.585 inwoners, waarvan Aksakovo en Provadia de grootste zijn qua inwonerstal. De gemiddelde bevolkingsdichtheid in de oblast was 113 inw./km², variërend van 15 inw./km² in Vetrino tot 1340 inw./km² in Varna.
| Oblast Gemeente | Bevolking 31.12.1934 | Bevolking 31.12.1946 | Bevolking 1.12.1956 | Bevolking 1.12.1965 | Bevolking 2.12.1975 | Bevolking 4.12.1985 | Bevolking 4.12.1992 | Bevolking 1.3.2001 | Bevolking 1.2.2011 | Bevolking 7.9.2021 |
| Varna (oblast)  | 256 425              | 266 617              | 314 163             | 366 855             | 431 024             | 464 945             | 462 970             | 462 013            | 475 074            | 432 198            |
| --------------- | -------------------- | -------------------- | ------------------- | ------------------- | ------------------- | ------------------- | ------------------- | ------------------ | ------------------ | ------------------ |
| Avren           | 16 976               | 17 686               | 15 842              | 12 934              | 11 269              | 9109                | 8817                | 8714               | 8574               | 8297               |
| Aksakovo        | 19 752               | 18 662               | 16 741              | 14 743              | 17 182              | 16 534              | 17 994              | 19 118             | 20 426             | 19 449             |
| Beloslav        | 3823                 | 4189                 | 7055                | 10 084              | 12 143              | 11 448              | 11 079              | 11 131             | 11 023             | 9870               |
| Bjala           | 5455                 | 5260                 | 5461                | 4976                | 4346                | 4019                | 3787                | 3413               | 3242               | 3006               |
| Varna           | 76 664               | 83 845               | 127 160             | 188 047             | 258 613             | 309 875             | 315 336             | 320 464            | 343 704            | 319 613            |
| Vetrino         | 15 944               | 15 854               | 14 620              | 13 206              | 11 379              | 9180                | 7990                | 7023               | 5415               | 4508               |
| Valtsji Dol     | 28 950               | 27 448               | 26 665              | 24 101              | 20 014              | 16 484              | 14 792              | 12 973             | 10 052             | 7608               |
| Devnja          | 6000                 | 6405                 | 9661                | 12 231              | 13 923              | 10 735              | 9390                | 9683               | 8730               | 7230               |
| Dolni Tsjiflik  | 17 324               | 19 293               | 21 607              | 20 791              | 20 535              | 20 782              | 20 944              | 20 217             | 19 360             | 15 666             |
| Dalgopol        | 20 687               | 21 589               | 22 217              | 20 882              | 18 797              | 18 105              | 16 514              | 15 901             | 14 389             | 12 208             |
| Provadia        | 33 363               | 34 746               | 36 366              | 34 691              | 33 413              | 30 434              | 28 414              | 25 718             | 22 934             | 18 202             |
| Soevorovo       | 11 497               | 11 640               | 10 768              | 10 169              | 9410                | 8240                | 7913                | 7658               | 7225               | 6491               |

De oblast telde in 2021 159 nederzettingen, waarvan 11 steden en 148 dorpen. De grootste stad was Varna met ruim 310.000 inwoners, wat neerkwam op bijna 72% van de totale bevolking. Provadia was de enige andere stad met meer dan 10.000 inwoners. Vier andere steden - Aksakovo, Beloslav, Devnja en  Dolni Tsjiflik - hadden tussen de 5.000 en 10.000 inwoners. Het grootste dorp was Topoli (3.162 inw.), gevolgd door de dorpen Kamenar, Staro Orjachovo en Grozdjovo met elk tussen de 2.000 en 2.500 inwoners.

### Etnische samenstelling
In oblast Varna vormen etnische Bulgaren de grootste etnische groep. In 2021 identificeerden 352.886 inwoners zichzelf als etnische Bulgaren, wat neerkwam op 81,6% van de bevolking. De Bulgaren vormden in 11 van de 12 gemeenten een absolute meerderheid, m.u.v. de gemeente Dalgopol. De grootste twee nationale minderheden - de Turken en de Roma - vormden met 25.678 en 9.634 leden ongeveer 6% respectievelijk 2% van de bevolking. De rest van de bevolking had een andere religie, geen religie of een religie die onvoldoende gespecificeerd was.
| Etnische groep   | volkstelling 1992 | volkstelling 1992 | volkstelling 2001 | volkstelling 2001 | volkstelling 2011 | volkstelling 2011 | volkstelling 2011  | volkstelling 2021 | volkstelling 2021 | volkstelling 2021  |
| Etnische groep   | Aantal            | %                 | Aantal            | %                 | Aantal            | % (totaal)        | % (gespecificeerd) | Aantal            | % (totaal)        | % (gespecificeerd) |
| ---------------- | ----------------- | ----------------- | ----------------- | ----------------- | ----------------- | ----------------- | ------------------ | ----------------- | ----------------- | ------------------ |
| Bulgaren         | 404.246           | 87,32             | 393.884           | 85,25             | 371.048           | 78,10             | 87,32              | 352.886           | 81,65             | 87,78              |
| Turken           | 33.641            | 7,27              | 37.502            | 8,11              | 30.469            | 6,41              | 7,17               | 25.678            | 5,94              | 6,39               |
| Roma             | 17.077            | 3,69              | 15.462            | 3,34              | 13.432            | 2,82              | 3,15               | 9.634             | 2,23              | 2,40               |
| Overig           | 8.122             | 1,75              | 9.866             | 2,14              | 5.638             | 1,19              | 1,33               | 7.664             | 1,77              | 1,90               |
| Onbekend         | 64                | 0,01              | 3.830             | 0,82              | 4.306             | 0,90              | 1,01               | 6.187             | 1,43              | 1,54               |
| Ongespecificeerd | .                 | .                 | 1.469             | 0,31              | 50.181            | 10,56             | .                  | 30.149            | 6,98              | .                  |
| Totaal           | 462.970           | 100,00            | 462.013           | 100,00            | 475.074           | 100,00            | 100,00             | 432.198           | 100,00            | 100,00             |

### Religie
De meest recente volkstelling van Bulgarije dateert uit 7 september 2021 en was grotendeels optioneel. Van de 432.198 inwoners die toen in de oblast Varna werden geregistreerd, reageerden er 391.796 op de vraag naar religieuze en levensbeschouwelijke overtuiging. Van deze 391.796 respondenten noemden ruim 290.000 zichzelf als christenen (of 74,12% van alle ondervraagden en 67,19% van de totale bevolking). De grootste minderheidsreligie was de islam met ruim 25.000 leden, oftewel 6% van de bevolking.
|                         | Aantal  | Aantal  | Aantal  | Aandeel (%) | Aandeel (%) | Aandeel (%) |
| 2001                    | 2011    | 2021    | 2001    | 2011        | 2021        |             |
| Totaal                  | 462 013 | 475 074 | 432 198 | 100,00      | 100,00      | 100,00      |
| ----------------------- | ------- | ------- | ------- | ----------- | ----------- | ----------- |
| Bulgaars-Orthodoxe Kerk | 394 357 | 283 143 | 290 407 | 85.35       | 59.59       | 67.19       |
| Katholieke Kerk         | 749     | 1569    | 290 407 | 0,16        | 0,33        | 67.19       |
| Protestantisme          | 1395    | 2849    | 290 407 | 0,30        | 0,59        | 67.19       |
| Islam                   | 45 672  | 20 533  | 25 738  | 9,88        | 4,32        | 5,96        |
| Overig                  | 1827    | 1145    | 639     | 0,39        | 0,24        | 0,15        |
| Geen                    | –       | 20 049  | 22 905  | –           | 4,22        | 5,30        |
| Geen antwoord           | 16 544  | 29 921  | 52 107  | 3,58        | 6,29        | 12,06       |
| Onbekend                | 1469    | 115 865 | 40 402  | 0,31        | 24,38       | 9,35        |

In 11 van de 12 gemeenten vormden christenen de grootste religieuze groep. In 9 van deze gemeenten vormden christenen een absolute meerderheid van de bevolking (>50%). In gemeente Dalgopol was de islam met 5.071 leden - 41,53% - de grootste religie, alhoewel het verschil met het aantal christenen (4.906) vrij klein was.

## Gemeenten
| - Aksakovo - Avren - Beloslav - Bjala (Varna) - Dalgopol - Devnja |  | - Dolni Tsjiflik - Provadija - Soevorovo - Valtsjidol - Varna - Vetrino |

Blagoevgrad · Boergas · Chaskovo · Dobritsj · Gabrovo · Jambol · Kjoestendil · Kardzjali · Lovetsj · Montana · Pazardzjik · Pernik · Pleven · Plovdiv · Razgrad · Roese · Silistra · Oblast Sofia · Sofia-Hoofdstad · Sjoemen · Sliven · Smoljan · Stara Zagora · Targovisjte · Varna · Veliko Tarnovo · Vidin · Vratsa
Aksakovo · Avren · Beloslav · Bjala · Dalgopol · Devnja · Dolni Tsjiflik · Provadia · Soevorovo · Valtsji Dol · Varna · Vetrino